# Dalarik
Dalarik (en arménien Դալարիկ ; jusqu'en 1965 Mastara) est une communauté rurale du marz d'Armavir, en Arménie. Elle compte 4 163 habitants en 2009.